# Krantenbericht

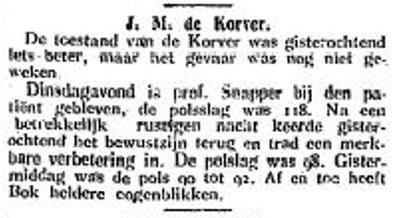
Een krantenbericht uit Het Vaderland, 1922.

Een krantenbericht is een verslag in een landelijke, regionale of plaatselijke krant, met als doel om nog niet eerder geopenbaarde gestructureerde informatie van specifieke nieuwsgebeurtenissen op journalistieke wijze te vermelden. Deze verslagen worden geschreven door journalisten en een krantenredactie. Lezers kunnen tevens ingezonden brieven sturen naar kranten, die vervolgens geplaatst worden. Ook rouwadvertenties worden gezien als krantenberichten.